# Jason Smith
Jason Victor Smith (ur. 2 marca 1986 w Kersey) – amerykański koszykarz, grający na pozycji silnego skrzydłowego.

## Życiorys
Smith został wybrany z numerem 20 w drafcie NBA w 2007 przez Miami Heat, ale niedługo potem został oddany do Philadelphii 76ers za Daequana Cooka, 28 czerwca 2007 w noc draftu. Smith wystąpił w swoim pierwszym sezonie w NBA w 76 meczach sezonu zasadniczego, grając średnio 14,5 minuty.
Opuścił sezon 2008/2009 z powodu zerwania więzadeł krzyżowych w lewym kolanie podczas trwania obozu treningowego Sixers w Las Vegas.
18 lipca 2014 podpisał kontrakt z New York Knicks. W lipcu 2015 zawarł kontrakt z Orlando Magic. 7 lipca 2016 roku podpisał umowę z Washington Wizards.
7 grudnia 2018 trafił w wyniku wymiany z udziałem trzech zespołów do Milwaukee Bucks. 7 lutego 2019 dołączył w wyniku transferu do New Orleans Pelicans. 20 marca opuścił klub.

## Osiągnięcia
Stan na 8 lutego 2019, na podstawie, o ile nie zaznaczono inaczej.
NCAA
- Najlepszy pierwszoroczny zawodnik roku konferencji Mountain West (2005)
- Zaliczony do:
  - I składu konferencji Mountain West (MWC – 2006, 2007)
  - składu Mountain West All-Conference Honorable Mention (2005)